# Cryodraco atkinsoni
Cryodraco atkinsoni är en fiskart som beskrevs av Regan, 1914. Cryodraco atkinsoni ingår i släktet Cryodraco och familjen Channichthyidae. Inga underarter finns listade i Catalogue of Life.